# Gutshaus Passow

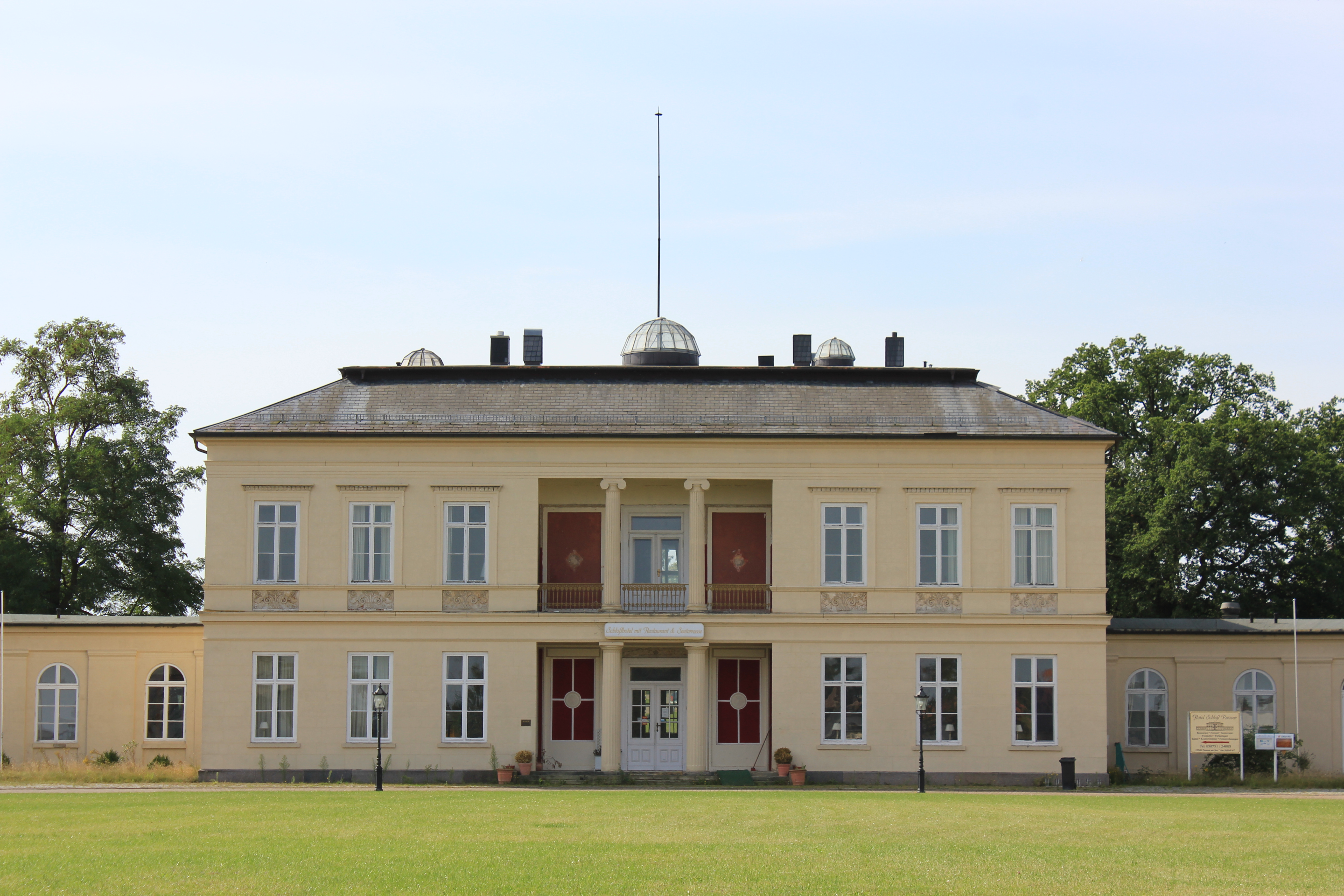
Herrenhaus Passow

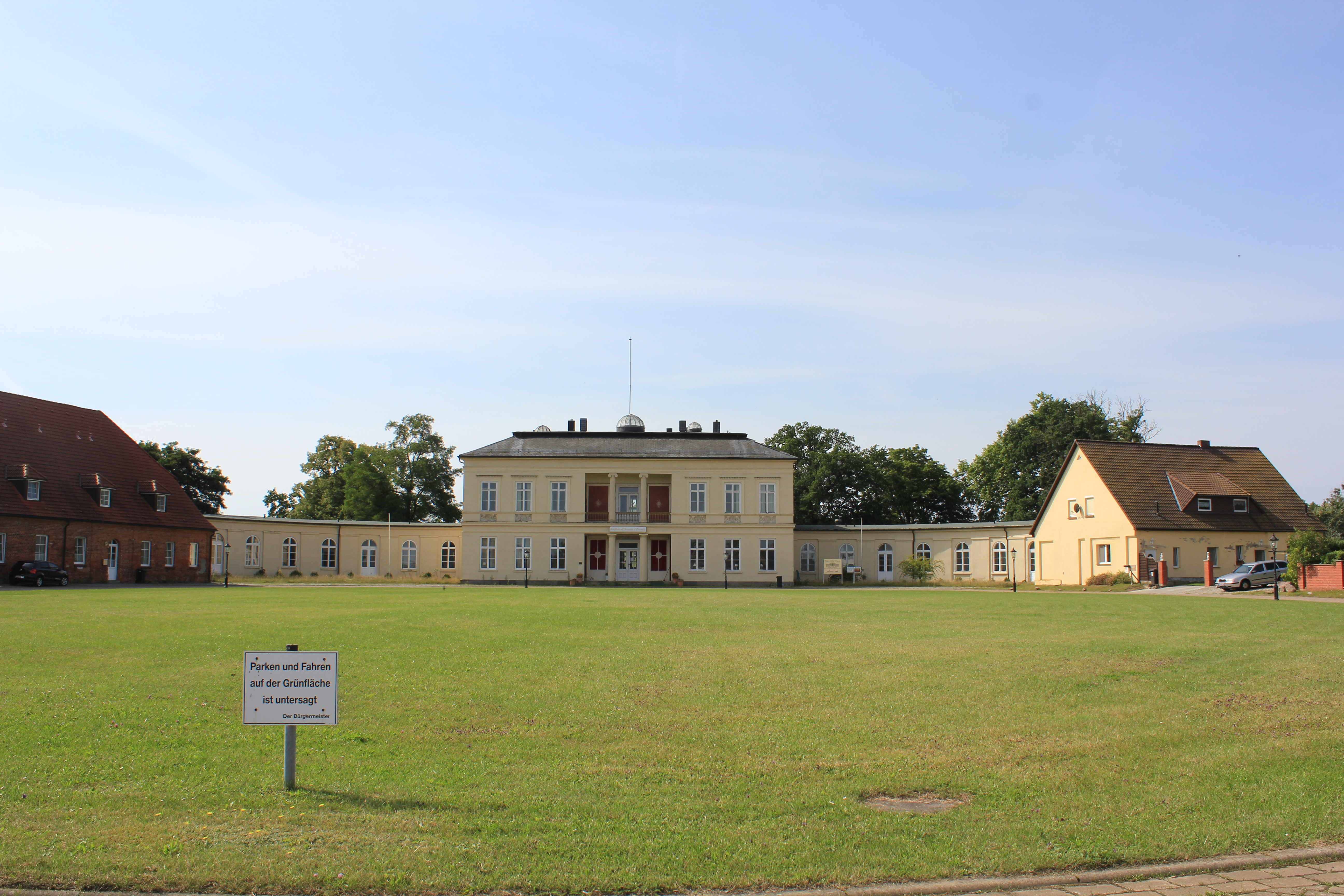
Herrenhaus Passow: Gebäudeensemble mit Seitenflügeln und vorgelagertem Rondel

Das Gutshaus Passow (auch Herrenhaus) ist ein denkmalgeschütztes Gebäude in Passow, einer Gemeinde im Landkreis Ludwigslust-Parchim in (Mecklenburg-Vorpommern). Das Haus steht in einem ausgedehnten Landschaftspark aus der Bauzeit des Hauses.

## Geschichte und Architektur
Ulrich Phillip von Behr-Negendank (1759–1817) erwarb 1797 das Gut Passow und ließ am heutigen Standort ein eingeschossiges Gebäude errichten. Das ehemalige Herrenhaus ist ein klassizistisches, verputztes Gebäude zu zwei Geschossen, es ist mit einem flachen Walmdach gedeckt. Es wurde 1830 für August Gustav Hortarius von Behr-Negendank (1809–1847) über Gewölbekellern, die vermutlich aus der Barockzeit stammen, aufgemauert. Die schmalen eingeschossigen Seitenflügel stehen über einem viertelkreisförmigen Grundriss und sind wohl etwas jünger. Die Wände des Haupthauses sind durch einen feinen Fugenschnittputz und kräftige Gesimse gegliedert. Die drei Mittelachsen in beiden Geschossen der Hoffassade sind hinter einer Säulenstellung von im Erdgeschoss dorischer und im Obergeschoss ionischer Ordnung zurückgesetzt, das Vestibül reicht durch beide Geschosse. Die umlaufende Galerie ist mit einem schmiedeeisernen Geländer ausgestattet, das Kuppelgewölbe wird vom Scheitel her belichtet, es ist kunstvoll von Giuseppe Anselmo Pellicia  mit figürlichen und architektonischen Motiven im pompejanischen Stil ausgemalt.
Hans-Jasper von Behr-Negendank (1901–1944) veräußerte Passow 1931 an Franz Beese, der hier 1945 enteignet wurde. Nach 1990 gelangte die Anlage wieder in Privatbesitz und wurde bis Dezember 2015 als Hotel genutzt.